# Lardier-et-Valença
Lardier-et-Valença é uma comuna francesa na região administrativa da Provença-Alpes-Costa Azul, no departamento de Altos-Alpes. Estende-se por uma área de 14,86 km². Em 2010 a comuna tinha 353 habitantes (densidade: 23,8 hab./km²).